# Polla optimaria
Polla optimaria là một loài bướm đêm trong họ Geometridae.